# Strahovice
Strahovice (niem. Strandorf) – wieś w Czechach, w kraju morawsko-śląskim, w okresie Opawa. Według danych z dnia 1 stycznia 2010 liczyła 916 mieszkańców.
Pierwsza wzmianka pisemna o wsi Strandorff pochodzi w 1349, kiedy to należała do księstwa raciborsko-opawskiego. W 1377 wystąpiła pod czeską nazwą Strachowicz, po czym obie nazwy używane były naprzemiennie. Zdaniem czeskich lingwistów pierwotna nazwa słowiańska oznaczała tyle co "wieś, tych którzy strzeżą", a pierwsza niemiecka wzmianka była jej wtórną adaptacją, po czym wróciła czeska forma często błędnie wywodzona od słowa strach. Miejscowość leży w tzw. ziemi hulczyńskiej, po wojnach śląskich należącej do Królestwa Prus (w powiecie raciborskim), w 1920 przyłączonym (wbrew woli mieszkańców, Morawców) do Czechosłowacji. Po odłączeniu od siedziby parafii w Krzanowicach utworzono tu samodzielną parafię św. Augustyna, gdzie podczas II wojny światowej proboszczem był Richard Henkes.